# Akibani
 (février 2025).
Akibani  est une ville de l'union des Comores, situé sur l'île de Anjouan. En 2010, sa population est estimée à 2 170 habitants. Akibani : Un havre de trésors et d'histoire
Nichée sur l'île d'Anjouan, Akibani porte en son nom un secret précieux.
Dérivé du mot comorien Ankibani , signifiant "là où il y a une réserve", ce joyau insulaire évoque un riche passé marqué par la conservation d'objets d'une valeur inestimable.
Aujourd'hui, Akibani  s'illustre par ses plantations de girofle, dont les effluves parfumés imprégnent l'air ambiant. La ville vibre au rythme du commerce, ses habitants, pour la plupart commerçants, s'adonnant à l'échange de ces épices tant convoitées.
Terre nourricière, Akibani a longtemps été le grenier de la région, pourvoyant à ses besoins alimentaires. Son implication historique dans l'agriculture lui confère une identité unique, un héritage précieux qui se perpétue au fil des générations.
Petite cité nichée au cœur de la région de Mutsamudu 2, Akibani côtoie ses voisines Bandrani ya Chironkamba et Mjimandra. Sa taille modeste ne diminue en rien son importance, car elle joue un rôle crucial dans la vie politique, sociale et administrative du pays.
Akibani, bien plus qu'une simple ville, est un trésor d'histoire, un havre de paix et un centre névralgique de la vie locale. Son nom, empreint de mystère, murmure les récits d'un passé glorieux, tandis que son présent dynamique trace la voie vers un avenir prometteur.

## Historique

### Origines du village d'Akibani
Les origines du village d' Akibani remontent à une époque bien antérieure à la période coloniale. D'après des récits oraux, son histoire commence avec la fondation du village par deux groupes distincts.  

### Les premiers habitants: Bandrajou-dzitsoni et Mavani
Le premier groupe, dont les origines restent mystérieuses, vivait initialement dans un endroit non loin de l'emplacement actuel d'Akibani. Ce lieu, situé sur un plateau au sud du village, est connu sous le nom de Bandrajou-dzitsoni. Les vestiges d'habitations anciennes, encore visibles aujourd'hui, attestent de cette présence. Non loin de là se trouve un endroit nommé Mavani, un terme comorien désignant les cimetières. Cet endroit lugubre, qui évoque un ancien cimetière, aurait servi de lieu de sépulture à ces premiers habitants.  
Ce premier groupe, organisé et établi, aurait contribué à la fondation d'Akibani. Cependant, on ignore pourquoi ils ont quitté Bandrajou-dzitsoni pour s’installer à l'actuel Akibani. Était-ce une catastrophe naturelle, une menace extérieure, ou simplement la volonté divine ? Nul ne le sait.  

### Les évadés deMutsamudu
Le deuxième groupe, en revanche, est bien plus identifiable. Leur histoire est liée aux mouvements des populations des villages de Bandrani ya Chitrouni et Saandani, Bandrani Mtsangani, Bandrani ya Maouéni, Bandrani ya Chironkamba, et Akibani. Ces six villages partagent une histoire commune.  
Selon les récits, ce groupe descendrait d’individus autrefois emprisonnés à Mutsamudu, capitale d'Anjouan. Après s’être évadés, ils se réfugièrent dans les montagnes pour échapper aux soldats qui les pourchassaient. Leur périple les mena d’abord dans les villages actuels de Chitrouni et Saandani, perchés sur des collines pour mieux se cacher. Mais l'inquiétude persistante les poussa à continuer leur quête d’un endroit plus sûr.  
En se dirigeant vers l’est, ils atteignirent un lieu proche de la mer, l'actuel Bandrani Mtsangani. Toutefois, craignant la proximité de l'eau et son manque de sécurité, certains décidèrent de s’enfoncer davantage dans les terres. Ce fut à ce moment que le groupe se divisa en deux : une partie se dirigea vers Maouéni, tandis que l’autre remonta la rivière d’Akibani.  
Ce dernier groupe se scinda à nouveau. Certains s’installèrent à Mro-wa-nsini et d'autres à Mro-wa-uju, deux lieux calmes et proches de l'eau. Après des années d’installation, ces deux sous-groupes finirent par migrer. Ceux de Mro-wa-nsini fondèrent le village actuel de Chironkamba, tandis que ceux de Mro-wa-uju s'établirent dans les plaines pour former l'actuel village d'Akibani.  
Ce dernier groupe est souvent associé à la famille Mirereni, considérée comme les premiers habitants d'Akibani. Cependant, cette affirmation reste incertaine, car les traces des habitants de Bandrajou-dzitsoni évoquent une présence antérieure dans la région.  

### L’évolution du nom: de Nsengueni à Akibani
Autrefois, Akibani portait le nom de Nsengueni. Selon une tradition orale anjouanaise, ce changement de nom serait lié à une légende fascinante.  
L'histoire raconte qu’un groupe d’individus cherchait désespérément une variété rare de padi. Après avoir parcouru l'île sans succès, ils arrivèrent à Nsengueni et y trouvèrent miraculeusement ce qu’ils cherchaient. Peu après, une seconde quête s'engagea, celle d’un coq âgé de sept ans. Les chercheurs, tout aussi infructueux dans leurs démarches, furent orientés vers Nsengueni. Une fois sur place, ils découvrirent le coq tant convoité.  
Ces découvertes extraordinaires poussèrent ces hommes à s'exclamer : Ankibani' !" (ce qui signifie un lieu de réserve en comorien). Cet endroit, désormais connu pour ses trésors cachés, fut rebaptisé Ankibani, un nom qui évolua plus tard en Akibani.  

### Conclusion
Ainsi, Akibani est né de ces deux groupes et s’est enraciné dans des récits de quête, d’évasion et de survie. Il incarne l’histoire d’un lieu façonné par des générations à la recherche de sécurité et d’abondance.